# هاوانت
longitudeهاوانتlatitudeهاوانت
هاوانت (به انگلیسی: Havant) یک شهرک در بریتانیا است که در جنوب شرقی انگلستان واقع شده‌است.